# Helmut Thielicke

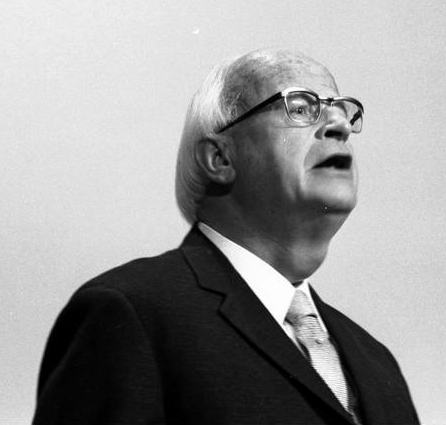
Helmut Thielicke, 1973

Helmut Thielicke (* 4. Dezember 1908 in Barmen (Wuppertal); † 5. März 1986 in Hamburg) war ein deutscher evangelischer Theologe. Unter Theologen ist vor allem seine vierbändige Ethik bekannt, in der Öffentlichkeit wurde er vor allem als begabter und beliebter Prediger wahrgenommen.

## Leben

### Schule und Studium
Thielicke wuchs als Sohn eines Dorfschullehrers und einer pietistischen Mutter in Wuppertal auf und bewegte sich in Kreisen der Jugendgruppe der Gemarker Kirche. Er besuchte das altsprachliche Wilhelm-Dörpfeld-Gymnasium und legte 1928 sein Abitur ab. Daraufhin nahm er ein Studium der Evangelischen Theologie und Philosophie in Erlangen auf, musste sich aber kurz darauf einer Operation an der Schilddrüse unterziehen. Trotz der negativ verlaufenden Operation mit Lungenembolie und Tetanie, die noch weitere vier Jahre für Komplikationen sorgte, gelang es Thielicke, sein Studium zu beenden und 1932 mit einer Arbeit über Das Verhältnis zwischen dem Ethischen und dem Ästhetischen in Philosophie promoviert zu werden. Nach weitgehender gesundheitlicher Wiederherstellung 1933 dank eines neuen Medikaments hörte Thielicke in Bonn dann Karl Barth, an dessen Lehre er besonders die Ausklammerung der natürlichen Anthropologie kritisierte, und wurde schließlich 1934 mit einer von Paul Althaus in Erlangen betreuten Arbeit zu Geschichte und Existenz. Grundlegung einer evangelischen Geschichtstheologie auch in der Evangelischen Theologie promoviert.

### Berufung und Absetzung zur NS-Zeit
Ab 1933 schrieb er an seiner Habilitation zum Thema Das Verhältnis von Vernunft und Offenbarung bei Gotthold Ephraim Lessing, die dann 1935 unter dem Titel Offenbarung, Vernunft und Existenz. Studien zur Religionsphilosophie Lessings angenommen wurde. Der zunehmende Druck des NS-Regimes verwehrte Thielicke, der in der Bekennenden Kirche tätig war, eine Berufung nach Erlangen. 1936 erhielt er eine Professur für Systematische Theologie in Heidelberg. Hier lernte Thielicke seine spätere Ehefrau Marie-Luise Herrmann (1911 – 2010) kennen. Sie heirateten 1937. Aus der Ehe gingen vier Kinder hervor.
Nach wiederholten Verhören durch die Gestapo seit Mitte der dreißiger Jahre erfolgte 1940 Thielickes Absetzung. Thielicke wurde einberufen, konnte aber nach neun Monaten durch die Unterstützung des Landesbischofs Theophil Wurm 1940 ein Pfarramt in Ravensburg übernehmen und ab 1942 ein theologisches Amt in Stuttgart bekleiden, von wo aus er bis nach Kriegsende viele Verkündigungen und Vortragsreisen unternahm, die immer wieder von Reise-, Publikations- und Predigtverboten seitens des NS-Regimes erschwert wurden.
In Stuttgart hielt er eine Serie vielbesuchter Donnerstag-Vorträge, die nach Kriegsende als Der Glaube der Christenheit, eine Art „Laien-Dogmatik“, erschienen. Im Zusammenhang mit den darin enthaltenen kritischen Bemerkungen über die Vorgänge zur NS-Zeit – etwa die Erwähnung des Tötens durch Vergasen oder durch Euthanasie-Spritzen – exponierte er sich deutlich. Diese Bemerkungen wurden wohl erst nach Kriegsende in die Manuskripte eingefügt. Zur NS-Zeit wären derart direkte Äußerungen sehr provokant gewesen. In anderen seiner Predigten jener Jahre finden sich keine politischen Bezüge.
1943 veröffentlichte Thielicke ein kritisches theologisches Gutachten zu Rudolf Bultmanns Aufsatz über die Entmythologisierung des Neuen Testaments, nach dem es zu einem respektvollen, aber ergebnislosen Briefwechsel zwischen Thielicke und Bultmann kam. Durch Carl Goerdeler trat er zu der Widerstandsgruppe Freiburger Kreis in Kontakt, jedoch ohne aktiv an den Umsturzplänen mitzuarbeiten und von den Nazis belangt zu werden.
Die Ausbombung Stuttgarts 1944 trieb Thielicke mit seiner Familie nach Korntal, von wo aus er in den folgenden Jahren seine Vortragsreisen und Predigtdienste fortsetzte, die anonym in der Schweiz in viele Sprachen übersetzt und an den verschiedenen Fronten des Krieges gelesen wurden.

### Professuren in Tübingen und Hamburg

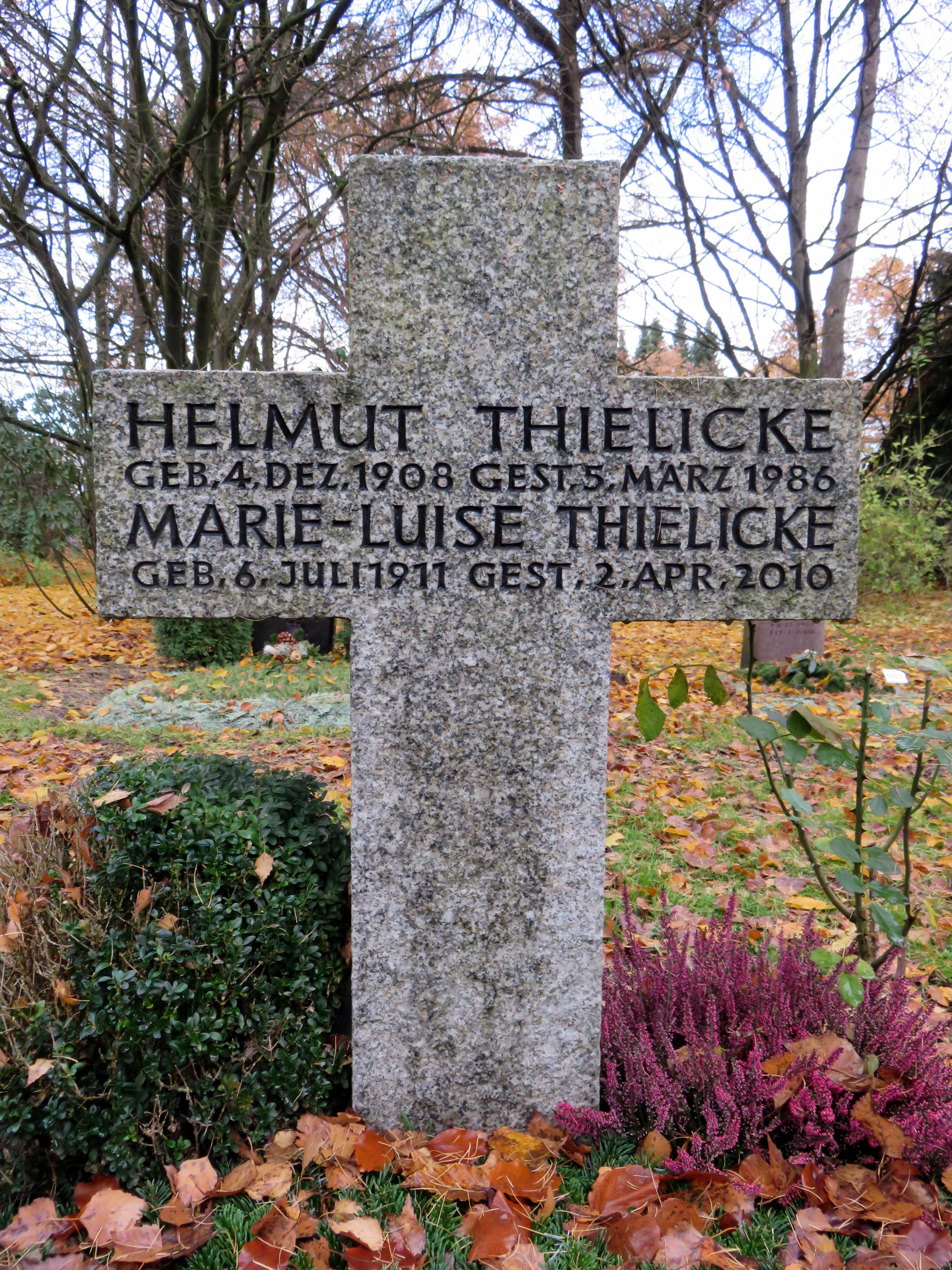
Grabstein Helmut Thielicke auf dem Friedhof Ohlsdorf

Unmittelbar nach Kriegsende reiste Thielicke mit einer Gruppe Abgesandter der Kirche nach Frankfurt am Main und engagierte sich in Gesprächen mit der Militärregierung über die Neuerrichtung einer Fakultät und die Aufnahme des Studienbetriebs im politischen und akademischen Vakuum der Nachkriegszeit. An der neu entstandenen theologischen Fakultät der Universität Tübingen übernahm er 1945 einen Lehrstuhl für Systematische Theologie und wurde 1951 zum Rektor der Universität und Präsidenten der Westdeutschen Rektorenkonferenz gewählt. 1954 wurde er zur Gründung einer theologischen Fakultät nach Hamburg berufen, wo er als Dekan, Professor und Prediger an St. Michaelis, einer von Hamburgs Hauptkirchen, wirkte und mit seinen Predigten für gut besuchte Sonntagsgottesdienste sorgte. Thielicke wurde 1968 zu einer Zielscheibe der Studentenunruhen in der Michaeliskirche, was ihn in einen Erschöpfungszustand brachte, so dass er sich einige Wochen in der Eppendorfer Klinik erholen musste.
Auf Vortragsreisen in die USA lernte er Billy Graham kennen und wurde 1977 von Jimmy Carter empfangen. Thielicke bereiste in den sechziger und siebziger Jahren Asien, Südafrika, Lateinamerika, Australien und Neuseeland. Nach seiner Emeritierung gründete er die Projektgruppe Glaubensinformation (heute Andere Zeiten), durch die er seine Erfahrungen von der Kanzel weitergeben und junge Prediger unterstützen wollte.
Helmut Thielicke starb am 5. März 1986 im Alter von 77 Jahren in Hamburg. Sein Grab befindet sich auf dem Ohlsdorfer Friedhof in Hamburg im Planquadrat AF 36 nordwestlich Kapelle 9.
Zu seinen Schülern gehörten unter anderem Hans Conzelmann und Jörg Zink.
Nach Thielicke benannt wurden der Thielickestieg hinter dem Hamburger Michel sowie der Dr.-Helmut-Thielicke-Park in Wellingsbüttel.

### Politische Positionen
Grundsätzlich zählte Thielicke zum Widerstand gegen das Naziregime im Dritten Reich. Seine Entlassung vom staatlichen Lehrdienst 1940 war wahrscheinlich einer angeblichen Nähe zur Theologie von Karl Barth geschuldet, wovon er sich erfolglos zu distanzieren versuchte. Vor allem aufgrund eines bislang unbeachteten Vorwortes zum Totenbuch der
Erlanger Uttenreuther nach 1945 warf ihm der Theologe und Religionsphilosoph Fabian Grassl im Jahr 2019 mangelnde kritische Distanz zum NS-Staat und eine gewisse Verblendung und Verklärung der soldatischen Treue in der Wehrmacht vor.
Thielicke war parteilos, stand aber der CDU nahe. Er befürwortete die Wiederbewaffnung und stand damit im Widerspruch zu Martin Niemöller und Gustav Heinemann. In den 1950er Jahren gehörte er zum westorientierten Kronberger Kreis um Eberhard Müller, Reinhold von Thadden-Trieglaff und Hanns Lilje. Den Ökumenischen Rat der Kirchen in Genf bezeichnete er als Politclub. Thielicke gehörte dem Kuratorium des 1961 gegründeten Bundesverbands Deutsch-Israelische Studiengruppen (BDIS) an.

## Schriften (Auswahl)
- Das Gebet, das die Welt umspannt. Quell-Verlag, Stuttgart 1945, später erweitert unter dem Titel Das Gebet, das die Welt umspannt. Reden über das Vaterunser aus den Jahren 1944/45. Mit einem Dialog über die Frage: Wie war der Nationalsozialismus in Deutschland möglich? 13. Auflage. Quell-Verlag, Stuttgart 1973 und Taschenbuchausgaben.
- Fragen des Christentums an die moderne Welt – Untersuchungen zur geistigen und religiösen Krise des Abendlandes, J.C.B. Mohr Verlag, Tübingen 1947.
- Theologie der Anfechtung. Gesammelte Aufsätze, Tübingen 1949.
- Ich aber sage euch... – Auslegungen der Bergpredigt in Stuttgarter Gottesdiensten, Quell-Verlag, Stuttgart 1949.
- Der Nihilismus, Tübingen 1950.
- Der Glaube der Christenheit. Unsere Welt vor Jesus Christus, Vandenhoeck & Ruprecht, Göttingen 1947, 3. Auflage. Göttingen 1955.
- Woran ich glaube. Der Grund christlicher Gewissheit, 4. Auflage. Quell-Verlag, Stuttgart 1993, ISBN 3-7918-2005-2.
- Das Bilderbuch Gottes. Reden über die Gleichnisse Jesu, Quell-Verlag, Stuttgart 1957 (6. Auflage 1991, ISBN 3-7918-2003-6).
- Begegnungen, Furche-Verlag, Hamburg 1957.
- Theologische Ethik. I. Band: Prinzipienlehre. Dogmatische, philosophische und kontroverstheologische Grundlegung Tübingen 1958, II. Band: Entfaltung. 1. Teil: Mensch und Welt, 1959, 2. Teil: Ethik des Politischen 4. durchgesehene und wesentlich erweiterte Auflage. 1987, III. Band: Entfaltung. 3. Teil: Ethik der Gesellschaft, des Rechtes, der Sexualität und der Kunst, 1964.
- Vom Schiff aus gesehen. Tagebuch einer Ostasienreise, Stuttgart 1959.
- Wie die Welt begann. Der Mensch in der Urgeschichte der Bibel, Stuttgart 1960.
- Vom geistlichen Reden – Begegnung mit Spurgeon, Quell-Verlag, Stuttgart 1961, ISBN 3-7918-2009-5.
- An die Deutschen, Rainer Wunderlich Verlag, Tübingen 1962.
- Das Schweigen Gottes. Ein Stundenbuch. Fragen von heute an das Evangelium, Furche, Hamburg 1962.
- Von der Freiheit ein Mensch zu sein, Rainer Wunderlich-Verlag, Tübingen 1963.
- Der Einzelne und der Apparat, Furche-Verlag, Hamburg 1964.
- Gespräche über Himmel und Erde, Quell-Verlag, Stuttgart 1964.
- Leiden an der Kirche, Furche-Verlag, Hamburg 1965.
- Auf Kanzel und Katheder, Furche-Verlag, Hamburg 1965.
- Kleines Exercitium für Theologen. Furche-Verlag, Hamburg 1965.
- Theologisches Denken und verunsicherter Glaube, Herder Verlag, Freiburg 1967.
- Der Christ im Ernstfall. Das kleine Buch der Hoffnung, Herder, Freiburg 1967 (Neuauflage 1977, ISBN 3-451-07600-4).
- Wie modern darf die Theologie sein? Vier Modelle heutiger Verkündigung, Quell-Verlag, Stuttgart 1967.
- Der Evangelische Glaube. Grundzüge der Dogmatik. Band I: Prolegomena: Die Beziehung der Theologie zu den Denkformen der Neuzeit, Tübingen 1968, Band II: Gotteslehre und Christologie, 1973, Band III: Theologie des Geistes, 1978.
- Wer darf leben? Ethische Probleme der modernen Medizin, Goldmann Verlag, München 1970.
- Die geheime Frage nach Gott. Hintergründe unserer geistigen Situation, Freiburg im Breisgau 1972, ISBN 3-451-01929-9.
- Das Lachen der Heiligen und Narren. Nachdenkliches über Witz und Humor, Freiburg im Breisgau 1974, ISBN 3-451-01991-4.
- Zwischen Gott und Satan, R. Brockhaus, Wuppertal 1978.
- Wer darf sterben? Grenzfragen der modernen Medizin: Sterbehilfe, Wahrheit am Krankenbett, Recht auf Selbstmord, Organtransplantation, Hochleistungssport und Medizin, die Krankenhauskrise, Freiburg im Breisgau 1979.
- Glauben als Abenteuer, Quell-Verlag, Stuttgart 1980.
- Zu Gast auf einem schönen Stern. Erinnerungen, Hoffmann und Campe, Hamburg 1984, ISBN 3-455-08232-7; Neuauflage: Piper, München 1997, ISBN 3-492-22377-X und 2007.
- Das Schweigen Gottes – Glauben im Ernstfall, Quell-Verlag, Stuttgart 1988.
- Glauben und Denken in der Neuzeit. Die großen Systeme der Theologie und Religionsphilosophie, Mohr, Tübingen 1983; 2. Auflage Mohr, Tübingen 1988.
- Auf der Suche nach dem verlorenen Wort. Gedanken zur Zukunft des Christentums, Luebbe Verlagsgruppe, Bergisch Gladbach 1988, ISBN 3-404-60219-6.

## Videos
- Fabian Grassl: Wahre Geschichte? - Zur Schicksalsfrage der Theologie, glaubendenken, youtube.com (Video vom 2. Januar 2023).
- Fabian Grassl: Widerstand und Verblendung? Helmut Thielicke und das Dritte Reich, glaubendenken, podcast.de und youtube.com (Video vom 14. Januar 2025).
- Arndt Schnepper: Helmut Thielicke und der Weg durch die Ethik - Meisterpredigt 11, glaubendenken, youtube.com (Video vom Oktober 2024).